# Diplospora schmidtii
Diplospora schmidtii är en måreväxtart som först beskrevs av Karl Moritz Schumann, och fick sitt nu gällande namn av William Grant Craib. Diplospora schmidtii ingår i släktet Diplospora och familjen måreväxter. Inga underarter finns listade i Catalogue of Life.